# 進藤奈邦子
進藤 奈邦子（しんどう なほこ、Nikki Shindo、1963年〈昭和38年〉 - ）は、日本の医師、医学者。学位は博士（医学）（東京慈恵会医科大学・1997年）。専門は感染症学、内科学など。
世界保健機関 (WHO) 本部感染症危機管理 シニアアドバイザーを務めている。

## 人物
2009年公開の映画『感染列島』の、WHOメディカルオフィサー小林栄子のモデルでもあるといわれている。
2014年に西アフリカでエボラ出血熱が流行した際、チームリーダーとして尽力した。

## 略歴
- 1963年（昭和38年） - 大阪府大阪市生まれ
- 1976年（昭和51年） - 東京学芸大学教育学部附属小金井小学校卒業
- 1979年（昭和54年） - 東京学芸大学教育学部附属小金井中学校卒業
- 1982年（昭和57年） - 東京学芸大学教育学部附属高等学校卒業
- 1990年（平成2年） - 東京慈恵会医科大学医学部卒業
- 英国ロンドン大キングス・カレッジ・ロンドン・セント・トーマス病院、オックスフォード大ラディクリフ病院にて外科、血管外科、脳神経外科臨床研修[5]。
- 1997年 (平成9年） - 東京慈恵会医科大学にて博士（医学）取得。論文の題は「マクロライド系抗菌薬が好中球細胞内カルシウム濃度および細胞機能に与える影響」[6]。
- 1998年（平成10年） - 国立感染症研究所感染症情報センター勤務
- 2000年（平成12年） - 同主任研究官
- 2002年（平成14年） - WHOに派遣、感染症アウトブレーク警戒対策、危険病原体に対する感染制御などの担当
- 2009年（平成21年） - 同メディカル・オフィサー（管理職）に昇進
- 2018年（平成30年） - 同感染症危機管理シニアアドバイザーに昇進[3]

## メディア出演
- 『プロフェッショナル 仕事の流儀』（NHK総合テレビ）
  - 2006年2月28日「鳥インフルエンザを封じ込めろ｣[7]
  - 2009年9月29日「新型インフルエンザを食い止める」[8]
- 『課外授業 ようこそ先輩』（2011年6月4日、NHK総合テレビ）

## 著書
- 『私たちにできること。 新型インフルエンザとの戦い』 イースト・プレス 2012年